# Peugeot Vivacity

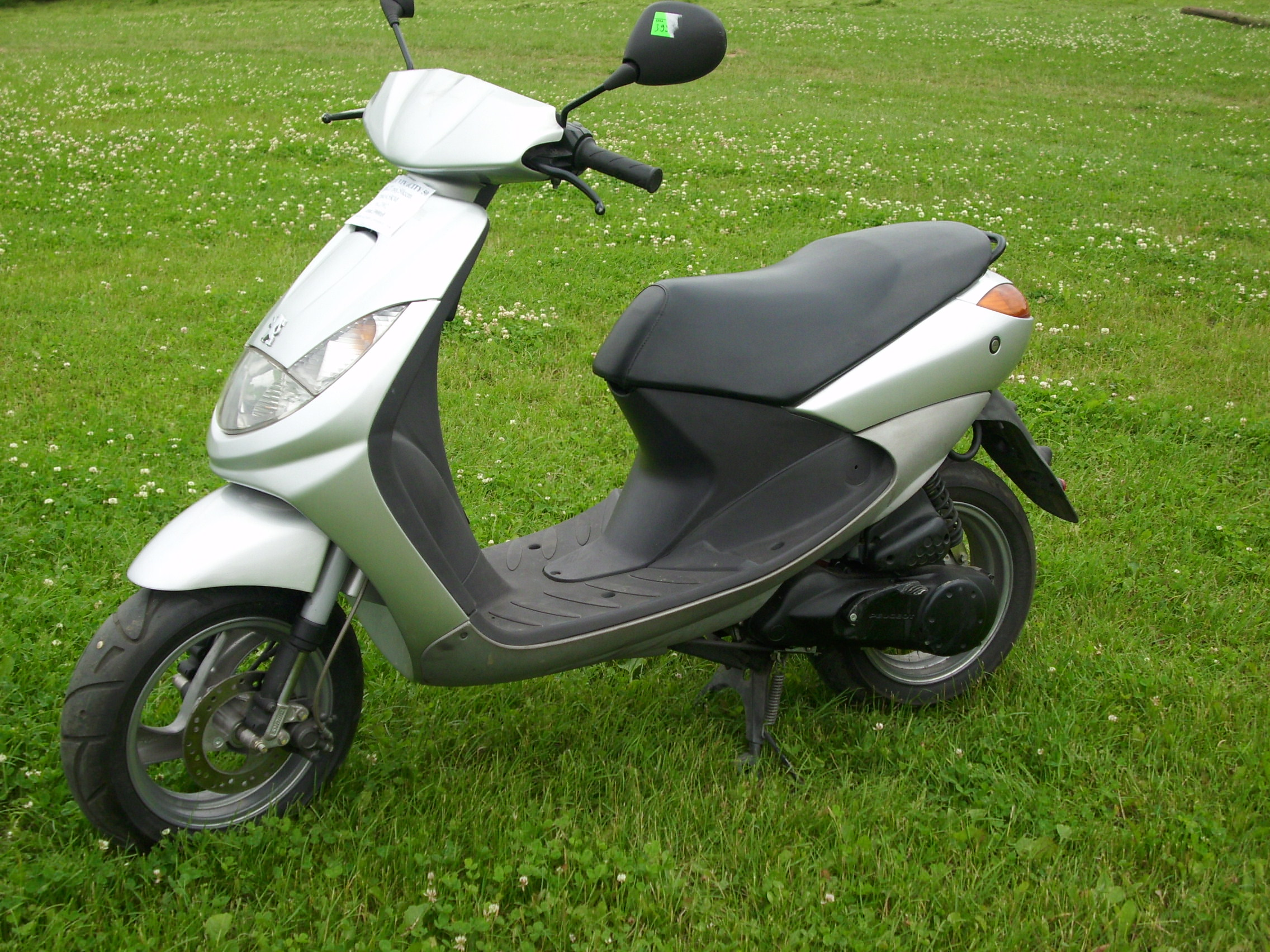
Peugeot Vivacity

De Vivacity is een scooter in snor- en brom- en motoruitvoeringen, gefabriceerd door Peugeot. De scooter kwam in 1998 op de markt en wordt vooral gebruikt voor woon-werkverkeer. Hij heeft maar één remschijf.

## Motor
De motor is luchtgekoeld, met cilinderinhouden van 50 cc tot 150 cc. Het motorblok heeft een verticale cilinder, terwijl de meeste concurrenten een horizontaal blok hebben. Peugeot heeft hiervoor gekozen omdat de gebruikers dan moeilijker bij de cilinder kunnen, wat opvoeren tegengaat. Er zijn veel motoronderdelen verkrijgbaar, vooral omdat de populaire sportscooters Peugeot Speedfight I en II hetzelfde blok gebruiken.

## Uitvoeringen
Er bestaan acht uitvoeringen: de "gewone" Vivacity, de Compact, de X-race, de Sportline, de Silversport, de Universe, de Motorsport en de zeer sportieve zeldzame Vivacity RS. De huidige  serie "Sportline 4" is verkrijgbaar in de kleurencombinatie donkerblauw-zwart en oranje-grijs. Er zijn snor- en bromuitvoeringen (maximaal 25 en 45 km/h) en motoruitvoeringen boven de 50 cc die een motorrijbewijs vereisen.